# The Lily of the Tenements
The Lily of the Tenements è un cortometraggio muto del 1911 diretto da David W. Griffith.

## Produzione
Il film fu prodotto dalla Biograph Company. Le riprese furono effettuate il 14 e il 22 dicembre 1910.

## Distribuzione
Distribuito dalla General Film Company, il film - un cortometraggio in una bobina - uscì nelle sale statunitensi il 27 febbraio 1911.